# Боровикова, Екатерина Павловна
Екатерина Павловна Боровикова (род. 13 марта 1991, Россия) — российская пловчиха,  специализация - плавание вольным стилем. Экс-рекордсменка мира. Чемпионка и многократный призер чемпионатов России. Мастер спорта России.

## Карьера
В 2008 году Екатерина Боровикова стала чемпионкой России на короткой воде в эстафете 4 × 100 м вольным стилем, завоевала серебро в эстафете 4×200 метров вольным стилем  и бронзу в личной дисциплине на 50 метров вольным стилем и в смешанной эстафете 4×100 метров вольным стилем.
В 2009 году стала серебряным призёром чемпионата России на короткой воде в эстафете 4 × 100 м вольным стилем. В 2010 году повторила этот успех, завоевав серебро чемпионата России в той же дисциплине.
В последующие годы неоднократно поднималась на пьедестал национальных первенств. В 2012 году завоевала бронзу чемпионата России на короткой воде в эстафете 4×200 метров вольным стилем. В 2013 году стала бронзовым призёром в эстафете 4×100 метров вольным стилем, а также выиграла этап Кубка мира по плаванию в Москве.
В составе юниорской сборной России принимала участие в чемпионате Европы среди юниоров. Где завоевала бронзу в составе эстафетной команды 4 × 100 м вольным стилем.
В 2013 году вместе с командой установила мировой рекорд в смешанной эстафете 4×50 метров вольным стилем на этапе Кубка мира в Москве. Российская команда, в составе которой также выступали Сергей Маков, Андрей Гречин, Дарья Цветкова улучшила прежнее мировое достижение на 5.91 секунды..
На национальных чемпионатах представляла в разное время Омскую, Новосибирскую и Волгоградскую области.